# Joe Stanley
Joseph Tito Stanley (Auckland, 13 de abril de 1957) es un exjugador neozelandés de rugby que se desempeñaba como centro.

## Carrera
Jugó en el club Ponsonby RFC desde su debut en 1977 hasta su retiro en 1993. En 1984 fue convocado a Auckland RFU, el seleccionado provincial que dominó Nueva Zelanda en los años 80, donde jugó hasta 1991.

## Selección nacional
Debutó con los All Blacks en junio de 1986 frente a Les Bleus y jugó con ellos hasta su último partido en junio de 1990 frente al XV del Cardo. En total jugó 27 partidos y marcó siete tries (28 puntos de aquel entonces).

### Participaciones en Copas del Mundo
| Mundial                       | Sede          | Resultado | PJ | Tries |
| ----------------------------- | ------------- | --------- | -- | ----- |
| Copa Mundial de Rugby de 1987 | Nueva Zelanda | Campeón   | 6  | 3     |

## Palmarés
- Campeón del South Pacific Championship de 1988, 1989 y 1990.
- Campeón de la ITM Cup de 1984, 1985, 1987, 1988, 1989 y 1990.